# X4: Foundations
X4: Foundations (також X⁴)  — це космічний симулятор, розроблений та опублікований Egosoft. Це сьома й остання частина серії X після X Rebirth (2013). Гра доступна на Linux і Microsoft Windows.

## Геймплей
Подібно до попередніх ігор із серії ігор X, X4: Foundations містить відкритий ігровий процес (або «пісочницю»). Існують різні типи ігрових сценаріїв, які впливають на корабель, з якого гравець почне. Дія гри відбувається у всесвіті, який активний, навіть коли гравець відсутній, із симуляцією торгівлі, бою, піратства та інших функцій. Гравець як окрема особа може брати участь у тих чи інших діях, щоб отримати популярність та багатство, доходячи до того, щоб мати можливість будувати власні космічні установки та керувати флотом зоряних кораблів, засновуючи те, що зрештою стане власною особистою імперією, яка буде динамічно та різко змінювати ігровий світ у процесі його існування.

## Сюжет
Стартовий сюжет спрямований на отримання гравцем своєї унікальної станції (штаб-квартири у вигляді астероїда з кільцем, який надалі можна розбудовувати) та союзників, які слугуватимуть координаторами гравця в інших квестах. Хоча гравця ніхто не примушує проходити сюжет взагалі, проте наявність станції відкриває кілька можливостей досліджувати телепортацію (декілька етапів дослідження) та інші дослідження, які дають змогу модифікувати кораблі. Стартовий сюжет на проходження займає 3—4 години і не має високих вимог до гравця.
Після проходження основного квесту стають доступні інші квестові ланцюжки, на кшталт сюжету з об'єднання всіх фракцій Паранідів в одну чи відкриття воріт Боронів та об'єднання розрізнених гілок однієї раси через катаклізм, який закрив гіперворота. Проходження всіх сюжетних місій може зайняти до 60—80 годин через необхідність мати високу репутацію з фракціями або витратити значні суми грошей і керувати досить потужними бойовими кораблями, що неможливо на старті гри, хоча саму місію, якщо заздалегідь мати все необхідне, також можна пройти за 2—3 години. Кожне DLC додає нові сюжетні гілки, виконання яких може мати значний вплив на ігровий світ.
Як додаткове End-game завдання, починаючи з версії 4.0, є 7 місій тераформування, які вимагають наявності на головній станції гравця неймовірних обсягів ресурсів, унаслідок чого виконання всіх може зажадати від кількох десятків до сотні годин, активна участь гравця водночас не потрібна, необхідно тільки налаштувати виробництво або закупівлю ресурсів та іноді обирати новий проєкт тераформування.
У грі (як і в інших частинах серії) відсутній вибір рівня складності, проте доступний вибір одного із пропонованих, заздалегідь заданих персонажів. Персонажі відрізняються зовнішністю (проте гравець дуже рідко може побачити свого персонажа), стартовою системою, кораблем і сумою грошей на рахунку. Стартові відносини з фракціями залежать від раси персонажа, при цьому більшість персонажів є людьми. У базовій версії доступно п'ять персонажів, кожне з трьох DLC додає ще по два. Надалі старт персонажа не відіграє жодної ролі.
Гра являє собою абсолютну пісочницю, де гравець може робити все, що йому заманеться у величезному космосі. У X⁴ є можливість керувати будь-яким кораблем, починаючи від малих кораблів S-класу і закінчуючи величезними XL-авіаносцями і лінкорами. Втім, воювати ніхто не примушує, і гравець завжди може почати будувати свою торговельну імперію і створювати станції, використовуючи модульну систему, яка вперше була представлена саме в X⁴. Створення станцій і встановлення поліпшень на кораблі повністю складається з можливості вибирати і замінювати модулі. У гравців є можливість створити справді унікальну станцію або цілий комплекс із повним циклом від руди до корабля, який забезпечуватиме сам себе і найближчі території його союзників. Світ живе незалежно від гравця, фракції, що воюють, можуть перехоплювати контроль над секторами, знищувати і відбудовувати станції.
У фракцій є можливість розширювати свою імперію безмежно, оскільки тепер і їм доступна свобода в будівництві нарівні з гравцем. Якщо у всесвіті є попит, то фракції створять і необхідну пропозицію. Втім, вам ніхто не заважає повністю зруйнувати їхню економіку і бути залежними від гравця.
Управління своїм флотом та імперією здійснюється гравцем за допомогою карти, що дає змогу координувати будь-які дії вашого флоту або управління станціями в режимі реального часу.

## Оцінки
| Агрегатор  | Оцінка |
| ---------- | ------ |
| Metacritic | 59/100 |

| Видання        | Оцінка |
| -------------- | ------ |
| Destructoid    | 7.5/10 |
| GameRevolution | 4/5    |

Гру було тепло сприйнято критиками, отримавши оцінку 59/100 на Metacritic, що вказує на «змішані або середні відгуки». Критики постійно відзначали, що назва є значним покращенням у порівнянні з попередником, X Rebirth.